# سمفونی‌های بتهوون (فرانتس لیست)

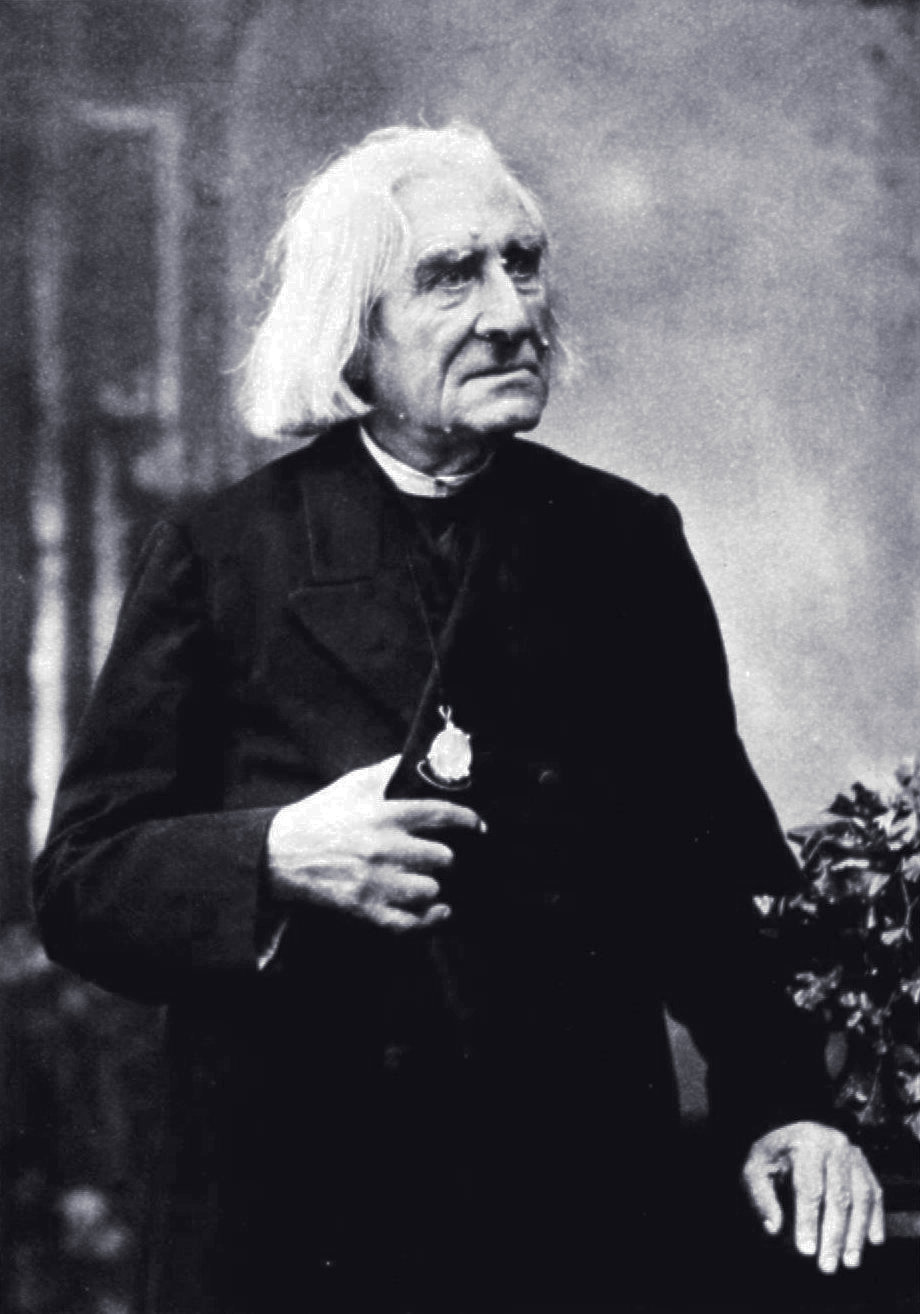
فرانتس لیست در سال ۱۸۸۴، بیست سال بعد از اتمام تنظیم سمفونی‌های بتهوون برای پیانو

سمفونی‌های بتهوون (به فرانسوی: Symphonies de Beethoven)، S.464، مجموعه‌ای تنظیم‌شده از ۹ سمفونی لودویگ فان بتهوون (۱۷۷۰–۱۸۲۷)، که فرانتس لیست (۱۸۱۱–۱۸۸۶) در فاصلهٔ سال‌های ۱۸۳۷ تا ۱۸۶۵ برای پیانوی تنها تنظیم کرد.
این آثار جزوِ فنی‌ترین قطعاتِ نوشته‌شده برای پیانو در طول تاریخ موسیقی به‌شمار می‌روند.